# Списак Apache–MySQL–PHP пакета
Ово је листа значајних  AMP (Apache, MySQL/MariaDB, Perl/PHP/Python) софтверских пакета за све рачунарске платформе; ови софтверски пакети се користе за покретање динамичких веб локација или сервера. Постоје LAMP (за Linux); WAMP (за Windows); MAMP (за macOS) и  DAMP (за  Darwin); SAMP  (за Solaris);  и FAMP  (за FreeBSD).
| Пакет                         | Платформа                   |
| ----------------------------- | --------------------------- |
| AMPPS                         | Windows, macOS, Linux, BSD  |
| BAMP                          | BSD                         |
| BAPP                          | BSD                         |
| Bitnami LAMP Stack            | Linux                       |
| Bitnami MAMP Stack            | macOS                       |
| Bitnami WAMP Stack            | Windows                     |
| DAMP                          | Darwin                      |
| FAMP                          | FreeBSD                     |
| LAMP                          | Linux                       |
| MAMP                          | Windows, macOS              |
| TurnKey Linux LAMP stack      | Linux (Virtual appliance)   |
| WAMP                          | Windows                     |
| WampServer                    | Windows                     |
| WIMP                          | Windows                     |
| XAMPP                         | Windows, macOS, Linux       |
| Zend Server Community Edition | Windows, macOS, Linux, IBMI |